# Lago d'Aral
Il lago d'Aral (in kazako Арал теңізі?, Aral teñızı; in uzbeco Орол денгизи?, Orol dengizi; lett. "mare di isole"), talvolta chiamato mare d'Aral, era un lago salato di origine oceanica, situato alla frontiera tra l'Uzbekistan (nel territorio della repubblica autonoma del Karakalpakstan) e il Kazakistan.
Dal 1986 il processo di ritiro delle acque causato dallo sfruttamento delle risorse idriche dei due immissari principali Amu Darya e Syr Darya per la produzione intensiva di cotone (a partire dagli anni cinquanta), ne ha causato prima la separazione in un bacino più piccolo a nord e uno di maggiore estensione a sud e infine il suo quasi totale esaurimento.

## Geografia

### Formazione
Il lago d'Aral, così come il Mar Caspio e il Mar Nero, è ciò che resta dell'antica Paratetide che, ritirandosi, ha generato i tre bacini. Ha perso lo sbocco sul mare circa 5,5 milioni di anni fa a causa di sollevamenti tettonici degli Elburz e del Caucaso combinati con l'abbassamento del livello del mare. Ne sono testimoni le numerose conchiglie fossili di cui è disseminato il deserto del Karakum, che si trova a sud. Si è ritenuto plausibile che l'Amu Darya non sfociasse nella depressione che ora ospita il lago d'Aral prima dell'inizio dell'Olocene ma sfociasse invece nel Mar Caspio attraverso il canale Uzboy. Accertato invece è che nell'antichità avesse un emissario che portava tutte le sue acque fino al Mar Caspio e che fungeva da via navigabile collegata alla "via della seta". Il Syr Darya formò un grande lago nel deserto del Kizilkum durante il Pliocene ora noto come depressione di Mynbulak.

### Antiche fluttuazioni di livello dell'acqua
Il lago ha sempre mostrato importanti variazioni nel suo livello in tempi storici, ma con periodi del tutto non compatibili con quelli del ciclo di Brückner, ovvero 35 anni. In tempi storici il lago è scomparso e riapparso almeno una volta. Nel 1417 lo storico persiano Hafiz Abru riporta che l'Aral era quasi completamente scomparso per poi ritornare gradualmente allo stato iniziale nel 1570. Un successivo periodo documentato di abbassamento di livello fu nel 1824 quando diminuì fino al livello di 49,1 m; il livello risalì poi gradualmente fino al 1843 (51,1 m) per poi diminuire di nuovo, con qualche lieve oscillazione, fino all'anno 1880 (49,35 m); da quel momento fino al 1912 si osservò un innalzamento della superficie fino a 53,35 m, sebbene fossero già stati avviati, seppur in piccola scala, i lavori di deviazione dei due immissari. Successivamente fino al 1964 il livello si mantenne abbastanza stabile, con lievi oscillazioni comprese tra 52,5 e 53,5 m.

## Storia

### Primi usi umani e navigazione

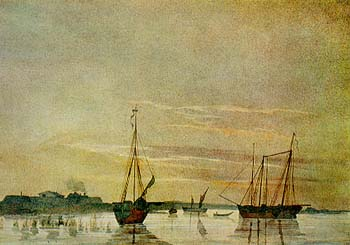
Prime navi russe sul lago d'Aral, ritratte da Taras Shevchenko, 1848

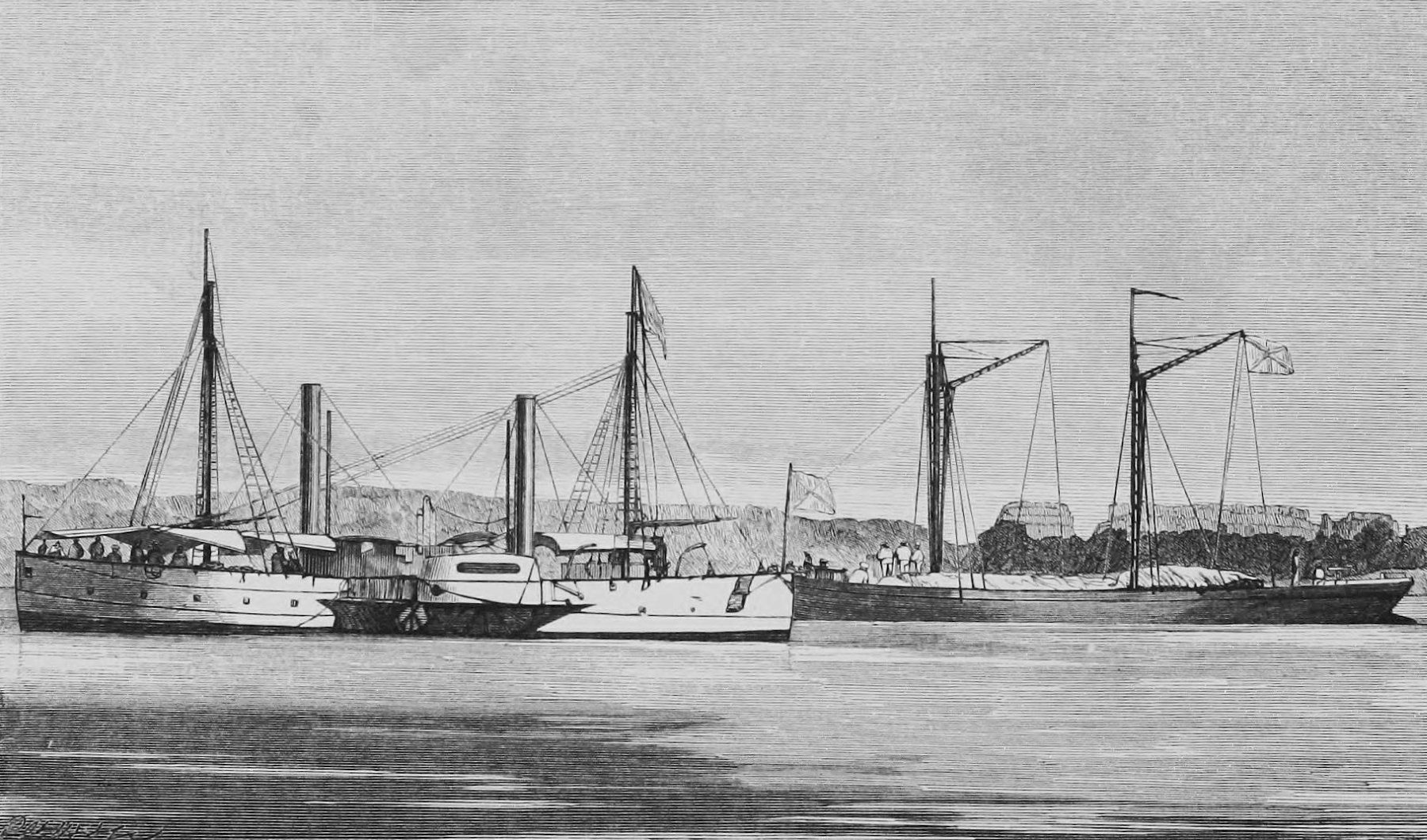
Navi della Flotta Imperiale russa nel 1850

La prima presenza umana ampiamente documentata è quella militare russa, che cominciò nel 1847, quando venne fondata la città di Raimsk, presto rinominata Aralsk, nei pressi della foce del Syr Darya. Poco dopo la marina imperiale russa cominciò a distribuire la propria flotta sulla superficie del lago. Dato che il bacino del lago non era connesso ad altri corpi idrici le navi dovettero essere smontate a Orenburg sul fiume Ural, trasportate via terra fino ad Aralsk (presumibilmente trainate da una carovana di cammelli), e poi rimontate.
Le prime due imbarcazioni erano golette a due alberi di nome Nikolaj e Michail. La prima era una nave da guerra, la seconda era una nave mercantile destinata a istituire zone di pesca sul lago. Nel 1848 questi due vascelli esplorarono la parte nord del lago. Nello stesso anno venne montata una nave da guerra più grande, il Constantine, comandata dal tenente Aleksej Butakov che completò l'esplorazione dell'intero bacino nei due anni successivi. Il poeta e pittore ucraino Taras Ševčenko partecipò alla spedizione durante il suo esilio, dipingendo una serie di schizzi sulle coste del lago d'Aral.
Nell'anno 1851 due piroscafi di recente costruzione giunsero dalla Svezia, sempre tramite carovana. Dato che le indagini geologiche non avevano trovato depositi di carbone nella zona il governatore-generale militare di Orenburg Vasilij Alekseevič Perovskij ordinò di effettuare, per il consumo dei due piroscafi, "il rifornimento più abbondante possibile di saxaul", un arbusto del deserto simile alla Larrea tridentata. Sfortunatamente la pianta non si rivelò un combustibile molto adatto, e negli anni successivi la flottiglia dell'Aral fu approvvigionata, a costi elevati, da carbone proveniente dal bacino carbonifero del Donec.
In tempi recenti, sul fondo prosciugato del lago sono riapparsi i resti di un'antica città risalenti al XIII-XIV secolo.

### I canali d'irrigazione e il disastro ambientale

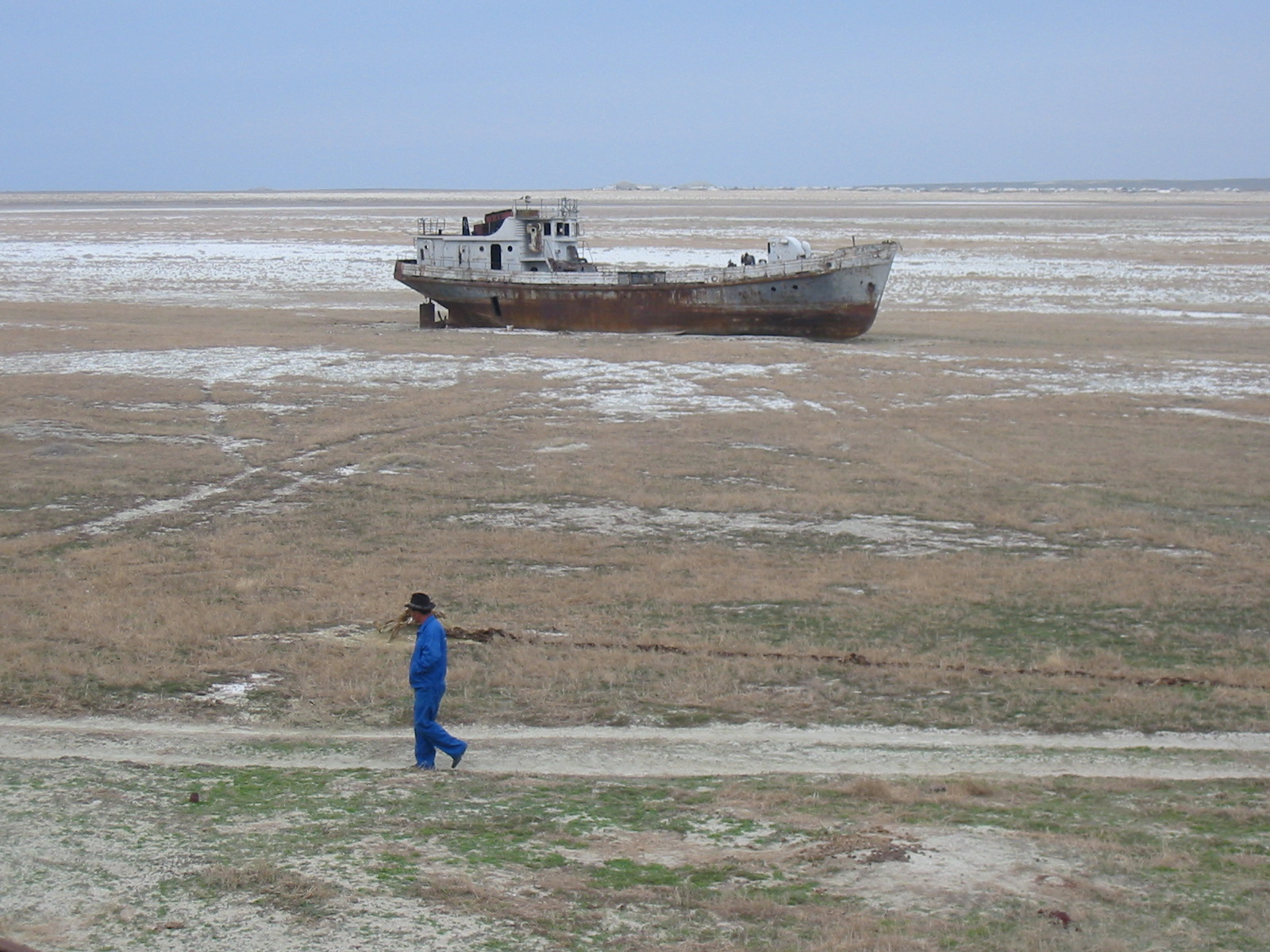
Una delle numerosissime navi poggiate sul fondo asciutto e incrostato di sale

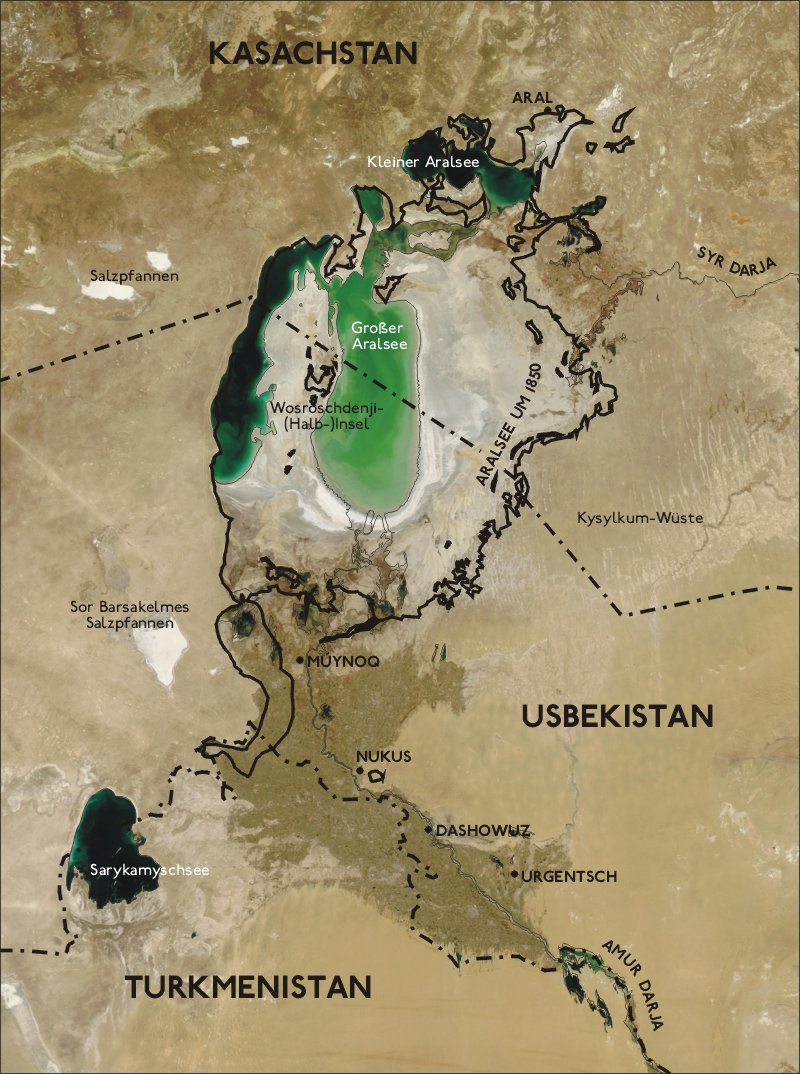
Questa immagine mostra la variazione della superficie del lago nel 2004 confrontata con quella che risale ad alcuni decenni or sono e che è comunemente indicata nelle carte geografiche

Nei primi anni sessanta il governo dell'Unione Sovietica decise di prelevare, tramite l'uso di canali, l'acqua dei due fiumi che sfociavano nel lago nel tentativo di irrigare il deserto per coltivare riso, meloni, cereali, e irrigare i neonati vasti campi di cotone delle aree circostanti. Ciò faceva parte del piano di coltura intensiva per il cotone voluto dal regime sovietico, che aveva il fine di far diventare la Russia una delle maggiori esportatrici.
La costruzione dei canali d'irrigazione cominciò in larga scala negli anni quaranta. La maggior parte di essi è stata costruita in modo sbrigativo, permettendo all'acqua di filtrare o evaporare. Si stima che il canale del Karakum, il più largo nell'Asia centrale, abbia sprecato dal 30% al 75% dell'acqua che lo ha attraversato.
Dei 47750 km di canali di irrigazione che portano alle aziende agricole, solo il 28% è impermeabilizzato. Solo il 77% delle opere di presa dei canali dei consorzi agricoli è dotato di misuratori di portata, mentre dei 268500 km di canali interni alle fattorie solo il 21% è rivestito di materiale contro l'infiltrazione, che mantiene il 15% di acqua in più rispetto a quelli non rivestiti.
Sin dal 1950 si poterono osservare i primi vistosi abbassamenti del livello delle acque del lago. Già nel 1952 alcuni rami della grande foce a delta dell'Amu Darya non avevano più abbastanza acqua per poter sfociare nel lago. Nel 1960 una quantità d'acqua stimabile tra 20 e 60 km³ fu deviata nell'entroterra. Dal 1961 al 1970 il livello del lago scese a una media di 20 cm all'anno, e negli anni settanta la media triplicò arrivando a 50–60 cm all'anno, mentre negli anni ottanta la media era compresa fra gli 80 e i 90 cm annui. Il tasso di utilizzo d'acqua per scopi irrigui continuò a crescere: l'acqua deviata dai fiumi duplicò tra il 1960 e il 2000, così come la produzione di cotone.
La progressiva scomparsa del lago non sorprese i sovietici, che avevano previsto l'evento all'inizio dei lavori e ritenevano che l'Aral, una volta ridotto a una grande palude acquitrinosa, sarebbe stato facilmente utilizzabile per la coltivazione del riso. Già nel 1964 Aleksandr Asarin dell'istituto 'Hydroproject' evidenziava il fatto che il lago era condannato, spiegando che "ciò fa parte dei piani quinquennali approvati dal Consiglio dei ministri e dal Politburo. Nessun appartenente a un livello inferiore avrebbe osato contraddire questi piani, anche se così il destino del lago fu segnato".
L'opinione pubblica si divise in più correnti. Il piano di sfruttamento delle acque dei fiumi a scopo agricolo aveva come responsabile Grigorij Voropaev che, durante una conferenza sui lavori dichiarò, a chi osservava che le conseguenze per il lago sarebbero state nefaste, che il suo scopo era proprio quello di "far morire serenamente il lago d'Aral". Era infatti così abbondante la necessità di acqua che i pianificatori arrivarono a dichiarare che l'enorme lago era ritenuto uno spreco di risorse idriche utili all'agricoltura e, testualmente, "un errore della natura" che andava corretto. Un ingegnere sovietico ha dichiarato, nel 1968, "è evidente a tutti che l'evaporazione del lago d'Aral è inevitabile". D'altra parte negli anni sessanta è stato proposto un progetto su larga scala per reindirizzare una parte del flusso del fiume Ob' e dei suoi affluenti verso l'Asia centrale attraverso un gigantesco sistema di canali. Uno dei principali obiettivi del progetto era rifornire d'acqua il lago d'Aral. Tuttavia, a causa dei costi impressionanti e della contrarietà dell'opinione pubblica russa, le autorità federali abbandonarono il progetto nel 1986.
Dal 1960 al 1998 la superficie del lago si era ridotta di circa il 60% e il suo volume dell'80%. Nel 1960 il lago d'Aral era il quarto lago più grande del mondo con una superficie di 68 000 km² e un volume di 1 100 km³, mentre dal 1998 la superficie si è ridotta a 28 687 km², scivolando all'ottava posizione. Nello stesso periodo la salinità è aumentata da 10 a 45 g/L. Dal 1987 il lago si è diviso in due laghi distinti, quello nord e quello sud, a causa del continuo ritiro delle acque. Nel 1991 l'Uzbekistan acquisì l'indipendenza dall'Unione Sovietica. L'ambasciatore inglese Craig Murray descrisse l'indipendenza come un modo per Islom Karimov di consolidare il suo potere piuttosto che dedicarsi all'allontanamento da un'economia di stampo sovietico centrata sullo sfruttamento delle terre. Murray attribuisce alla politica sul cotone di Karimov la causa del prosciugamento del lago negli anni novanta. Il governo mantenne il massiccio sistema di irrigazione che Murray descrisse come altamente inefficiente. La rotazione delle colture non era utilizzata e il suolo impoverito richiedeva enormi quantità di fertilizzanti, pesticidi e diserbanti. Il deflusso dell'acqua dai campi portò queste sostanze chimiche nel lago in contrazione, creando un grave inquinamento e problemi di salute.
Nell'estate del 2003 il lago d'Aral a sud stava scomparendo prima del previsto. Nelle parti più profonde del lago l'acqua in fondo era più salata di quella in superficie e non avveniva il rimescolamento: in questo modo in estate veniva riscaldata solo la parte superiore del mare, che evaporava più rapidamente di quanto previsto. Nel 2003 l'Aral Sud si suddivise ulteriormente in due bacini: uno orientale e uno occidentale.
Nel 2004 la superficie del lago d'Aral era di soli 17 160 km², il 25% della sua estensione originale, mentre la salinità era aumentata di quasi cinque volte uccidendo la maggior parte della flora e fauna. Nel 2007 la superficie del lago si era ulteriormente ridotta fino al 10% della sua dimensione originale e la salinità di ciò che restava dell'Aral Sud era aumentata a livelli superiori a 100 g/L (per un confronto, la salinità ordinaria dell'acqua marina è di circa 35 g/L, mentre nel Mar Morto la salinità varia tra 300 e 350 g/L). Il ritiro dell'Aral Nord è stato parzialmente invertito grazie alla costruzione di una diga, ma i resti dell'Aral Sud continuano a scomparire e la sua contrazione drastica ha creato l'Aralkum, un deserto che si estende sull'ex letto del lago.
L'afflusso di acque sotterranee nel lago d'Aral Sud, che provengono da una falda che ha origine dalle montagne del Pamir e del Tien Shan e che si fa strada attraverso gli strati geologici di una zona di frattura sul fondo del lago, non è sufficiente per fermare l'essiccazione. Anche se questo afflusso, di circa 4 km³ all'anno, è maggiore di quanto precedentemente stimato, se non saranno cambiate le pratiche di irrigazione non sarà possibile invertire la tendenza iniziata negli anni '60 del Novecento. Nel 2014 il bacino orientale era totalmente prosciugato, e mentre l'Aral Nord si è stabilizzato, l'Aral Sud continua il suo declino nel corso degli anni successivi, perdendo sempre più acqua a ovest, con il bacino orientale che si prosciuga di nuovo nel 2021. Nel 2024, il lago è ridotto a meno di un decimo delle sue dimensioni originali e ha perso il 95% del suo volume.

## Descrizione
Il nome deriva dal chirghiso "Aral Denghiz", che significa "mare delle isole", a causa delle numerose isole che erano presenti nei pressi della costa orientale. Possiede due immissari (Amu Darya e Syr Darya), ma non ha emissari che lo colleghino all'oceano risultando dunque un bacino endoreico.
Il lago d'Aral è vittima di uno dei più gravi disastri ambientali provocati dall'uomo. Infatti, originariamente il lago era ampio all'incirca 68 000 km², ma dal 1960 il volume e la superficie sono diminuiti: nel 2007 il lago era ridotto al 10% della dimensione originaria. A causa della sua posizione geografica (si trova al centro dell'arido bassopiano turanico) è soggetto a una forte evaporazione che non è più compensata dalle acque degli immissari, sfruttate dai consorzi agricoli.
La prospera industria della pesca basata sul lago è stata dismessa, provocando disoccupazione e difficoltà economiche. Al giorno d'oggi la regione è fortemente inquinata, con gravi ripercussioni sulla salute pubblica. Il ritiro del lago ha causato anche il cambiamento del clima locale (microclima), con estati diventate più calde e secche mentre gli inverni sono diventati più freddi e più lunghi.

### Conseguenze sulla salute pubblica, economia e ambiente

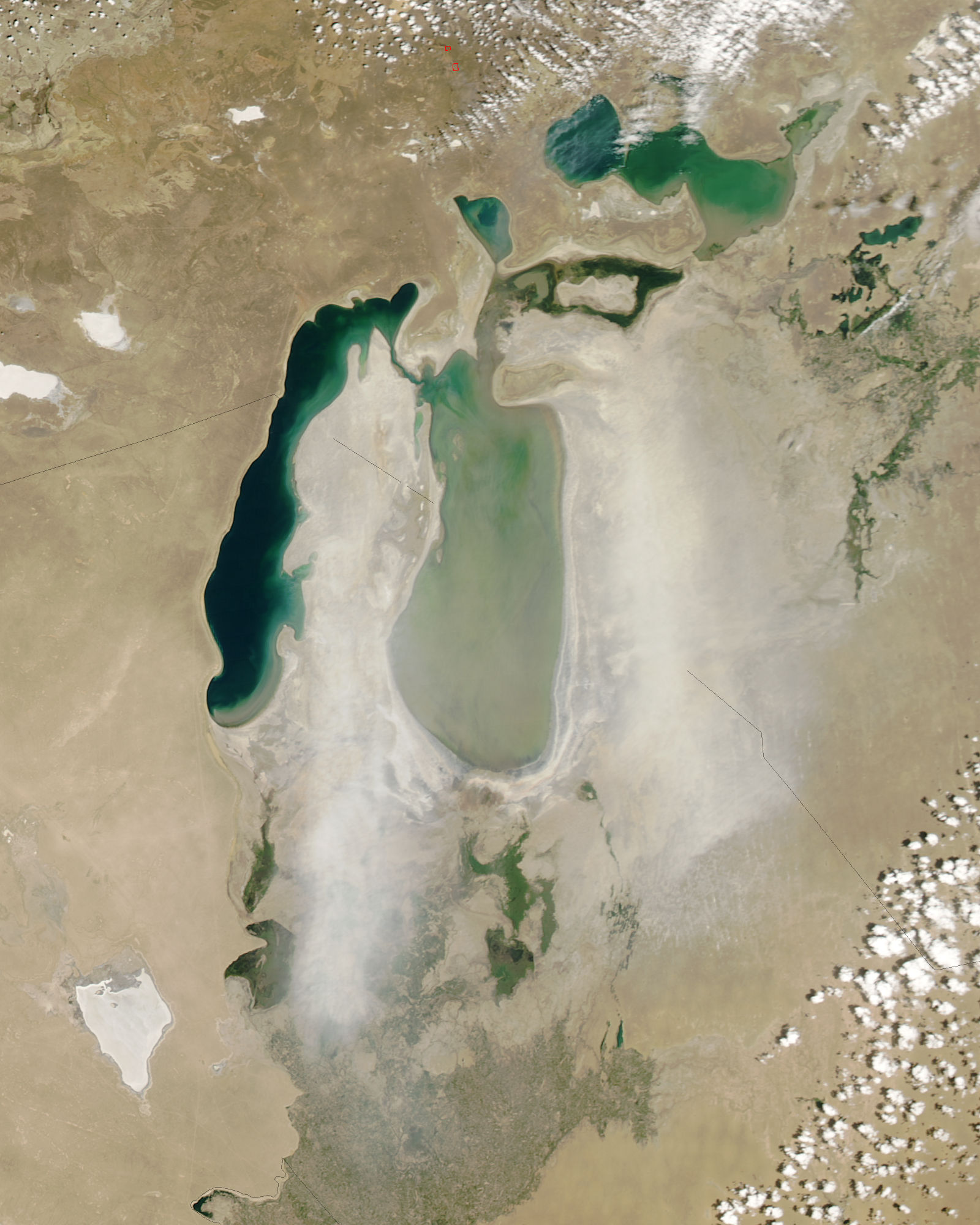
Una immagine del giugno del 2006. Si vede chiaramente a nord il piccolo Aral completamente separato dal grande Aral. Si può notare come la superficie del piccolo Aral sia aumentata dall'immagine precedente che risale al 2004. In particolare questa foto riprende una tempesta di sabbia e sale che porta le polveri verso sud.

Gli ecosistemi del lago d'Aral e dei suoi immissari sono stati pressoché distrutti, soprattutto a causa dell'elevata salinità. Il lago, ritirandosi, ha lasciato scoperta una vasta pianura ricoperta da depositi di sale e prodotti chimici tossici, ciò che resta della sperimentazione di armi, dei progetti industriali, del dilavamento di fitofarmaci e fertilizzanti.
Soprattutto ha giocato l'eccessivo sfruttamento della regione del Kyzyl Kum con la monocoltura del cotone, decisa nel periodo sovietico per aumentarne la produzione interna e diminuire l'importazione di una materia prima molto utilizzata in Russia, ma poco prodotta a causa della scarsa adeguatezza alla sua coltivazione dei terreni locali.
Per far posto alle piantagioni, infatti, i consorzi agricoli non hanno lesinato l'uso di diserbanti che hanno inquinato il terreno circostante. Nel corso di quattro decenni la linea della costa è arretrata in alcuni punti anche di 150 km lasciando al posto del lago un deserto di sabbia salata invece del previsto acquitrino.

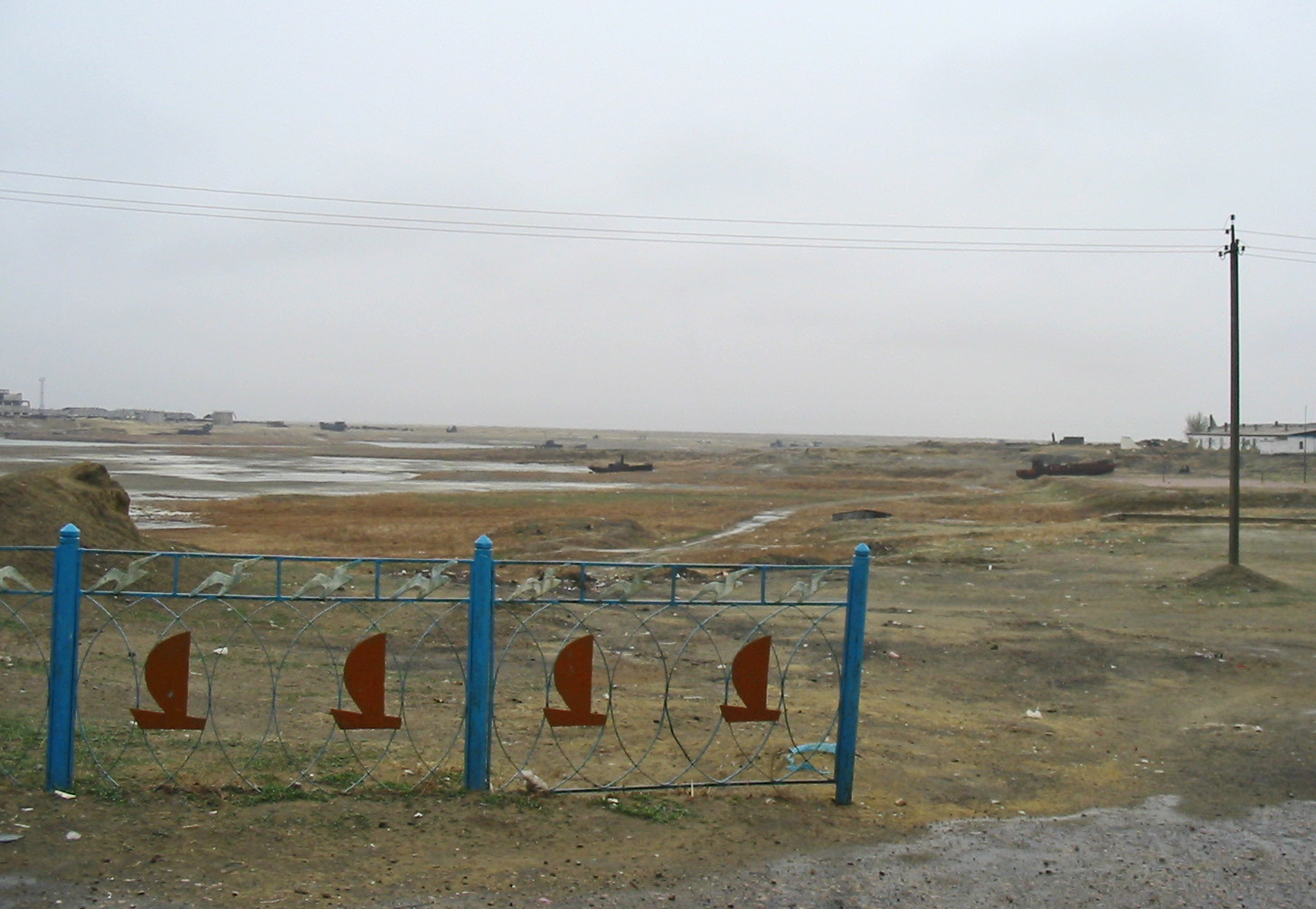
Quel che rimane del porto di Aralsk

L'impatto ambientale sulla fauna lacustre è stato devastante. A causa del suo prosciugamento, il lago non può più bilanciare e frenare il vento che spira costantemente dalla Siberia verso est/sud-est, che ora trasporta la sabbia, salata e tossica per gli agenti inquinanti a velocità oltre i 150 km/h. Il forte vento che trasporta la sabbia e sostanze tossiche e radioattive, compresi i pesticidi, ha reso inabitabile gran parte dell'area e le malattie respiratorie e renali hanno un'incidenza altissima sulla popolazione locale. Queste sostanze finiscono nei corpi delle persone, con aumenti significativi di casi di malattie polmonari e tumori, e i bambini figli di madri con queste polveri nel sangue risultano spesso sottopeso o con patologie, con un tasso cinque volte superiore alla media europea, e il tasso di mortalità per i bambini al di sotto dei cinque anni nell'area tra Uzbekistan e Kazakistan è secondo solo a quello dell'Africa subsahariana. Le polveri sono arrivate fino su alcuni ghiacciai dell'Himalaya e si sono diffuse perfino nelle foreste della Norvegia, in Groenlandia e nel sangue dei pinguini in Antartide. I campi della regione sono danneggiati dal sale trasportato dalle tempeste di sabbia, e per rimuoverlo viene usata ancora più acqua dagli affluenti e viene usata una quantità di fertilizzanti, pesticidi e diserbanti quattro volte superiori al limite degli standard internazionali, sostanze che poi vengono scaricate lungo i fiumi nel deserto e vengono di nuovo spazzate via dal vento. Anche il clima locale è cambiato ed è peggiorato: gli inverni si sono fatti più freddi e lunghi, le estati più calde e secche, con un aumento di temperatura medio tra i 2 e i 4 gradi Celsius.
I numerosi insediamenti di pescatori che vivevano del pesce del lago sono stati via via abbandonati fino al 1982, anno della definitiva cessazione di ogni attività direttamente correlata alla pesca nel lago. Gli stabilimenti di lavorazione del pesce hanno continuato comunque a funzionare per molti anni grazie allo sforzo del governo di Mosca che aveva ordinato che parte del pesce pescato sul Mar Baltico fosse trasportato e lavorato presso gli impianti di inscatolamento di Moynaq in Uzbekistan. Il villaggio di pescatori di Mo‘ynoq, oggi praticamente abbandonato, ospita un museo del Lago d’Aral (The Regional History and Aral Sea Museum) con importanti documentazioni sulla trasformazione del bacino. Nei dintorni sono visibili numerosi relitti delle imbarcazioni da pesca e da trasporto che animavano il lago, ora arenati nel deserto. Il luogo è diventato meta turistica descritta come Cemetery of Ships.
Tuttavia con il tempo gli irragionevoli costi di questa pratica ne imposero il fermo. Ogni attività produttiva legata al pesce ha quindi avuto termine. Nel corso degli anni sia la città di Moynaq (situata a sud del lago, in Uzbekistan, nel territorio della Repubblica del Karakalpakstan) sia la città di Aralsk (situata a nord-est del lago, in Kazakistan) sono diventate meta di un lugubre turismo che cerca le carcasse delle navi arrugginite abbandonate in quello che ora è un deserto di sale e una volta era un florido lago.
Nel 2011 l'archivio storico che documenta l'evoluzione del disastro dal 1965 al 1990, curato dal Kazakistan, è stato dichiarato Memoria del mondo dall'UNESCO.

### La base militare abbandonata
Una grave preoccupazione è costituita dall'installazione della base militare russo-sovietica di Kantubek su quella che una volta era l'isola di Vozroždenie. Infatti in quella base venivano condotti esperimenti per la messa a punto di armi biologiche. A causa dell'abbassamento del livello del lago, quell'isola di fatto era ormai diventata parte della terraferma e facilmente raggiungibile. La presenza di fusti di antrace e di altri agenti batteriologici è nota e confermata sia dalle autorità russe, sia dalle autorità uzbeke, sia da quelle statunitensi incaricate di indagare sulla effettiva pericolosità del luogo. I membri dello staff del laboratorio abbandonarono l'isola nel tardo 1991.
Molti dei contenitori che conservavano le spore e i bacilli non furono immagazzinati o distrutti correttamente. Nel corso dei dieci anni successivi, molti degli involucri si erano deteriorati al punto da non contenere il pericolosissimo materiale in essi conservato. Dato l'incessante recedere del lago e l'inevitabile ricongiungimento dell'isola con la terraferma, c'era il timore che gli animali presenti nei dintorni potessero addentrarsi nell'impianto ed entrare in contatto con gli agenti contaminanti e disperderli nell'ambiente con gravissimo rischio di epidemie mortali. Ciò ha prodotto, a seguito di un trattato curato per gli Stati Uniti dal Pentagono, una spedizione nella primavera del 2002, che ha neutralizzato tra le 100 e le 200 tonnellate di antrace in tre mesi.

### I tentativi di recupero

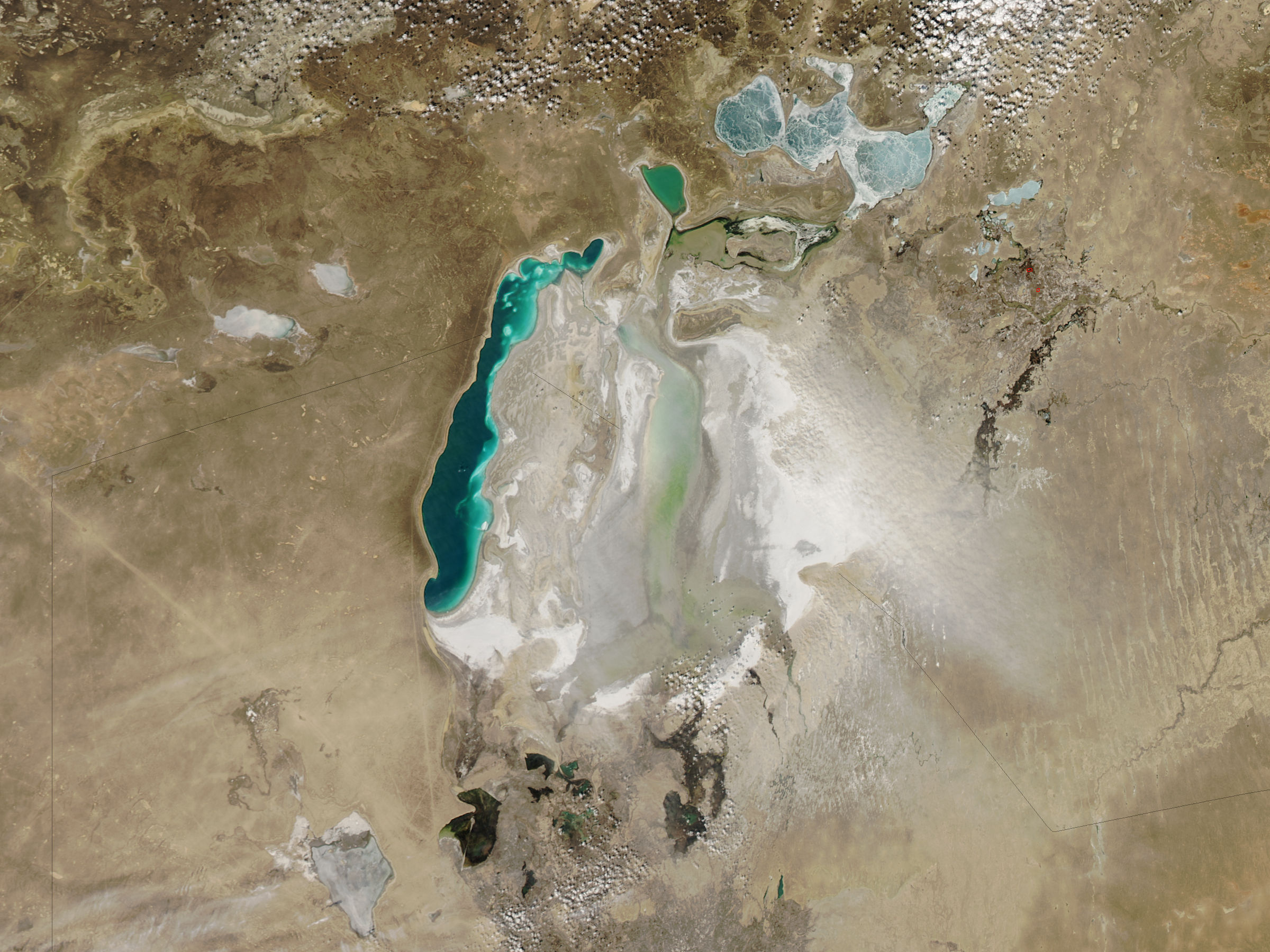
Un'immagine di marzo del 2010. Rispetto all'immagine precedente si può notare la quasi scomparsa della parte orientale del Grande Aral, ormai ridotto a una piccola striscia nella zona occidentale.

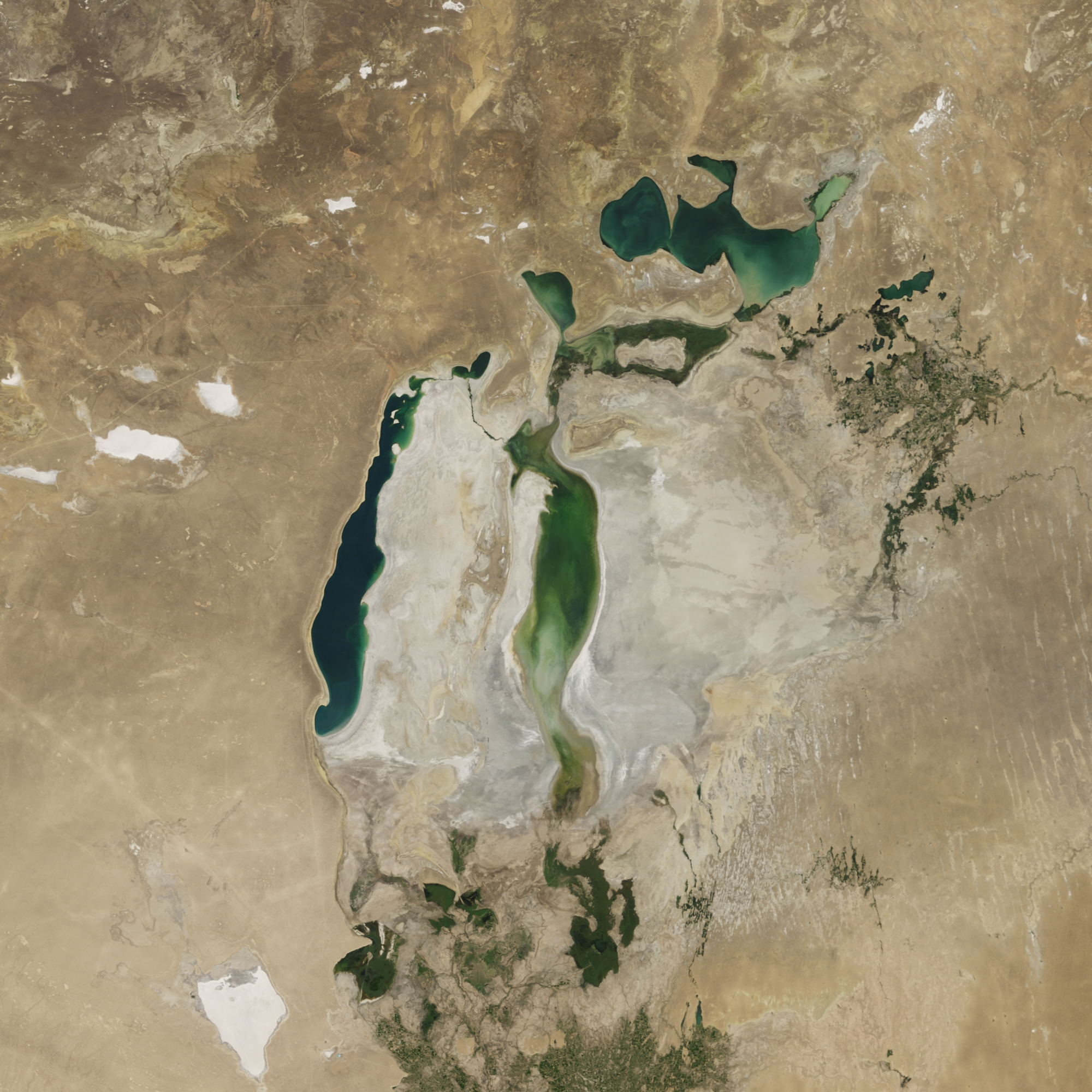
Un'immagine di agosto del 2017. La parte orientale del lago, dopo essersi quasi prosciugata del tutto nel 2014, ha ripreso a riempirsi di acqua, ma quella occidentale si sta prosciugando.

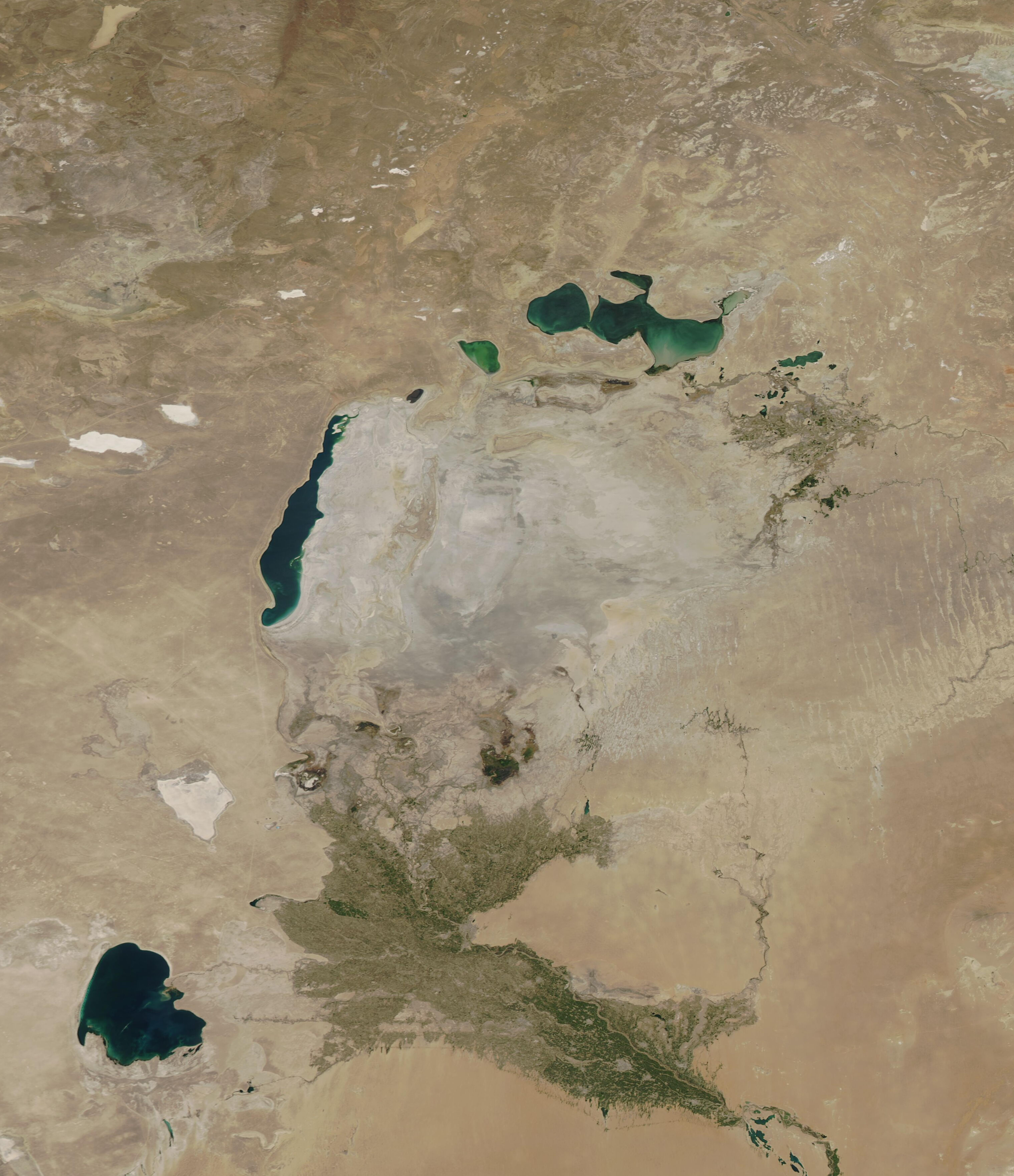
Un'immagine di agosto del 2021. La parte occidentale del lago si sta prosciugando, e quella orientale, dopo sette anni, è di nuovo completamente prosciugata.

Allo stato attuale l'unica nazione che ha intrapreso provvedimenti concreti per la situazione è il Kazakistan. In pratica, al di là di alcuni accordi formali tra loro, i governi delle altre nazioni che insistono nell'area interessata al passaggio dei due fiumi (Uzbekistan, Tagikistan, Turkmenistan, Kirghizistan e in parte l'Afghanistan) non hanno intrapreso significative azioni comuni per ripristinare l'afflusso delle acque verso il bacino del lago. Il motivo è che la coltivazione del cotone impiega ormai una quantità di lavoratori cinque volte maggiore di quella che una volta era impiegata nella pesca, che peraltro era concentrata nei soli Kazakistan e Uzbekistan.
Inoltre i terreni, che le acque del lago hanno scoperto ritirandosi, hanno mostrato di essere ricchissimi giacimenti di gas naturale. Nel corso del 2006 un importante accordo per lo sfruttamento del sottosuolo del lago è stato raggiunto tra il governo dell'Uzbekistan, la società russa LUKoil, la Petronas, la Uzbekneftegaz e la China National Petroleum Corporation. Un eventuale ritorno dell'acqua al livello originario sulla riva uzbeka renderebbe complicato questo genere di attività.
Prosciugandosi dal 1987 il lago si è diviso in due laghi distinti: quello a sud, il "Grande Aral", e quello a nord, il "Piccolo Aral". Quest'ultimo, dopo alcuni lavori di bonifica, è stato completamente isolato dalla parte sud con la costruzione della diga chiamata Kokaral, finanziata dalla Banca Mondiale, e nuovamente ricongiunto, seppur con un afflusso ridotto, all'antico affluente Syr Darya. La costruzione della diga è stata completata nel 2005. Essa è una parte di un progetto più grande che punta alla riqualificazione della parte kazaka del lago, e a una forte riduzione degli sprechi idrici del Syr Darya in modo da far arrivare al lago quanta più acqua possibile.
I risultati del lavoro sono stati notevoli. Dal 2003 al 2008 la superficie del Piccolo Aral è aumentata da 2 550 a 3 300 km². Nello stesso periodo la profondità è aumentata da 30 a 42 metri. In alcuni villaggi è ripresa l'attività di pesca dopo che alcune specie di pesci erano state reintrodotte proprio per tentare di rendere la pesca nuovamente praticabile. Nel 2011, secondo le dichiarazioni del presidente kazako Nursultan Nazarbaev, la quantità di pescato del Piccolo Aral è arrivata a 6 000 tonnellate. Secondo gli imprenditori locali, il pescato del 2011 ammonterebbe addirittura a 18 000 tonnellate. Le acque del lago, inoltre, sono risultate abbastanza pulite da essere potabili e la salinità è tornata ai livelli simili a quelli pre-1960.
La costruzione di una nuova e più grande diga è allo studio. Sarebbe anch'essa finanziata per l'85% dalla Banca Mondiale e per il 15% dal governo del Kazakistan. L'obiettivo della nuova diga sarebbe quello di riportare il Piccolo Aral a un livello tale da consentirgli di bagnare e rendere nuovamente operativo il porto di Aralsk, che al momento è ancora a circa 15 km di distanza dal lago. La nuova diga non andrebbe a sostituire l'attuale Kokaral bensì andrebbe a integrarsi in un complesso sistema di nuove costruzioni e canalizzazioni localizzate principalmente nella baia di Saryshaganak, alla cui estremità sorge la città di Aralsk. I lavori, che ammonterebbero a 191 milioni di dollari, consisterebbero nella costruzione di un canale che porti l'acqua dal Syr Darya direttamente nella baia. La baia sarebbe poi chiusa dalla nuova diga. Nel giro di poco tempo il livello dell'acqua dovrebbe tornare a bagnare il porto di Aralsk.
C'è da considerare tuttavia il fatto che il Piccolo Aral giace completamente sul suolo del Kazakistan e la sua divisione ha, in pratica, condannato a morte il Grande Aral, che invece giace in gran parte in Uzbekistan. Le autorità dell'Uzbekistan ritengono che ormai la situazione sia talmente compromessa e che l'unica soluzione sia quella di investire nel rinverdimento del deserto lasciato dal lago evaporato, invece di provvedere a un suo eventuale nuovo riempimento. Stanno avendo un discreto successo delle opere di rimboschimento di Haloxylon ammodendron, un arbusto noto anche con il nome di "albero del sale", in grado di vivere in ambienti aridi e dalla salinità elevata. Secondo un piano curato da autorità tedesche, uzbeke e kazake, nel giro di dieci anni circa 300 000 ettari saranno rimboschiti con questo tipo di vegetazione. L'obiettivo è quello di ridurre dal 60 al 70% la velocità del vento al suolo durante le frequenti tempeste di sabbia in modo da ridurre sensibilmente la quantità di polveri che i venti portano nei dintorni.
Ciononostante l'esistenza di soluzioni per riportare il lago al livello originario è stata dimostrata in più occasioni da ingegneri idraulici e studiosi di varie parti del mondo. Oltre al sistema delle dighe e dell'ottimizzazione dello sfruttamento dell'acqua dell'Amu Darya e del Syr Darya, si è proposto:
- l'utilizzo di varietà di piante di cotone che richiedono un'irrigazione minore;[37]
- la realizzazione di canali che deviino nell'Aral parte delle acque dei fiumi Volga, Irtyš e Ob'. Questa soluzione riporterebbe il lago al suo livello originario entro un massimo di trenta anni, ma i lavori implicherebbero un costo dai 30 ai 50 miliardi di dollari statunitensi;[38]
- la costruzione di un acquedotto che, previa desalinizzazione, porti acqua all'Aral dal mar Caspio.[39]

### Evoluzione osservata dal satellite

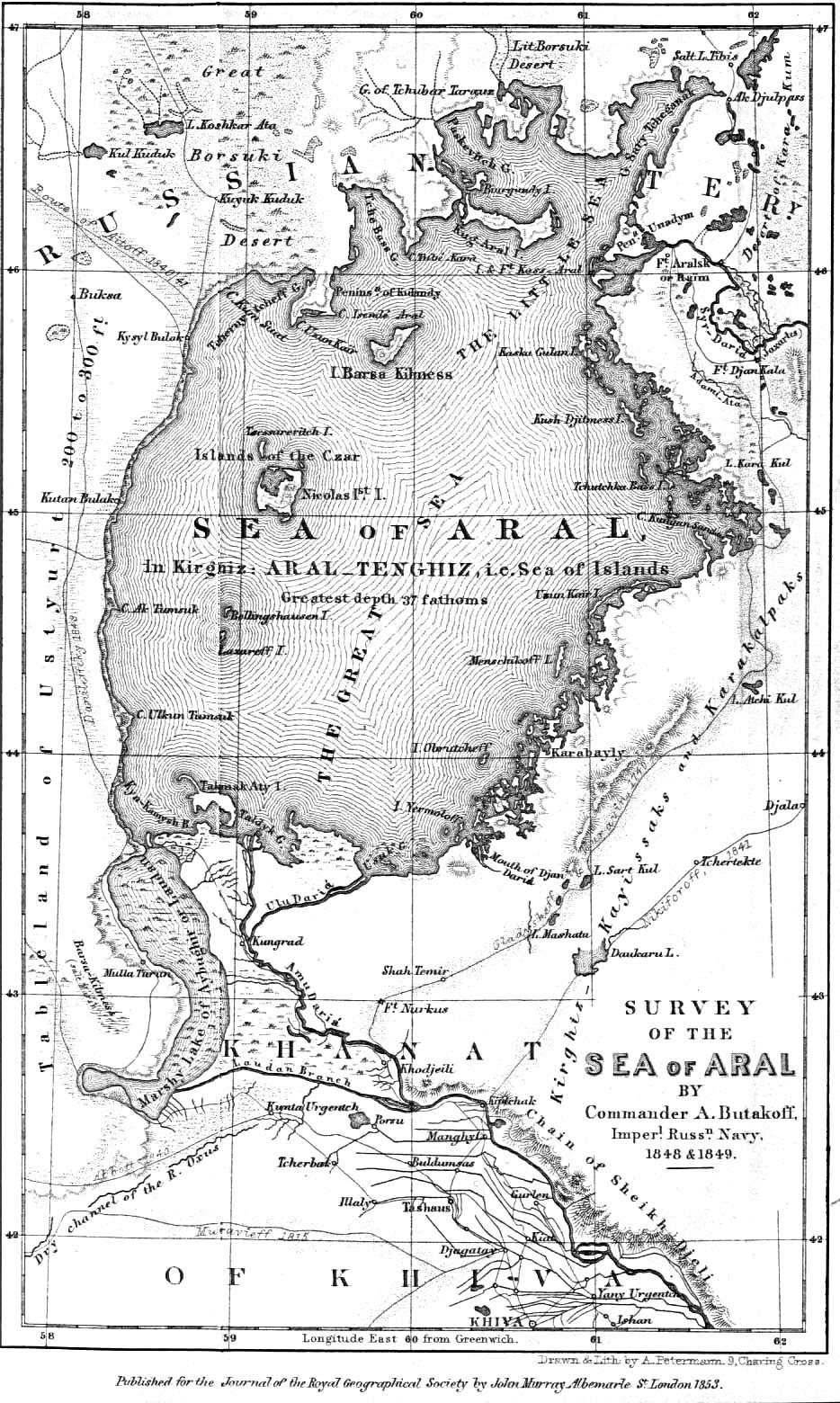
Mappa litografica del lago del 1853
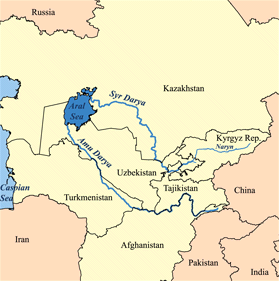
Mappa del lago nel 1960
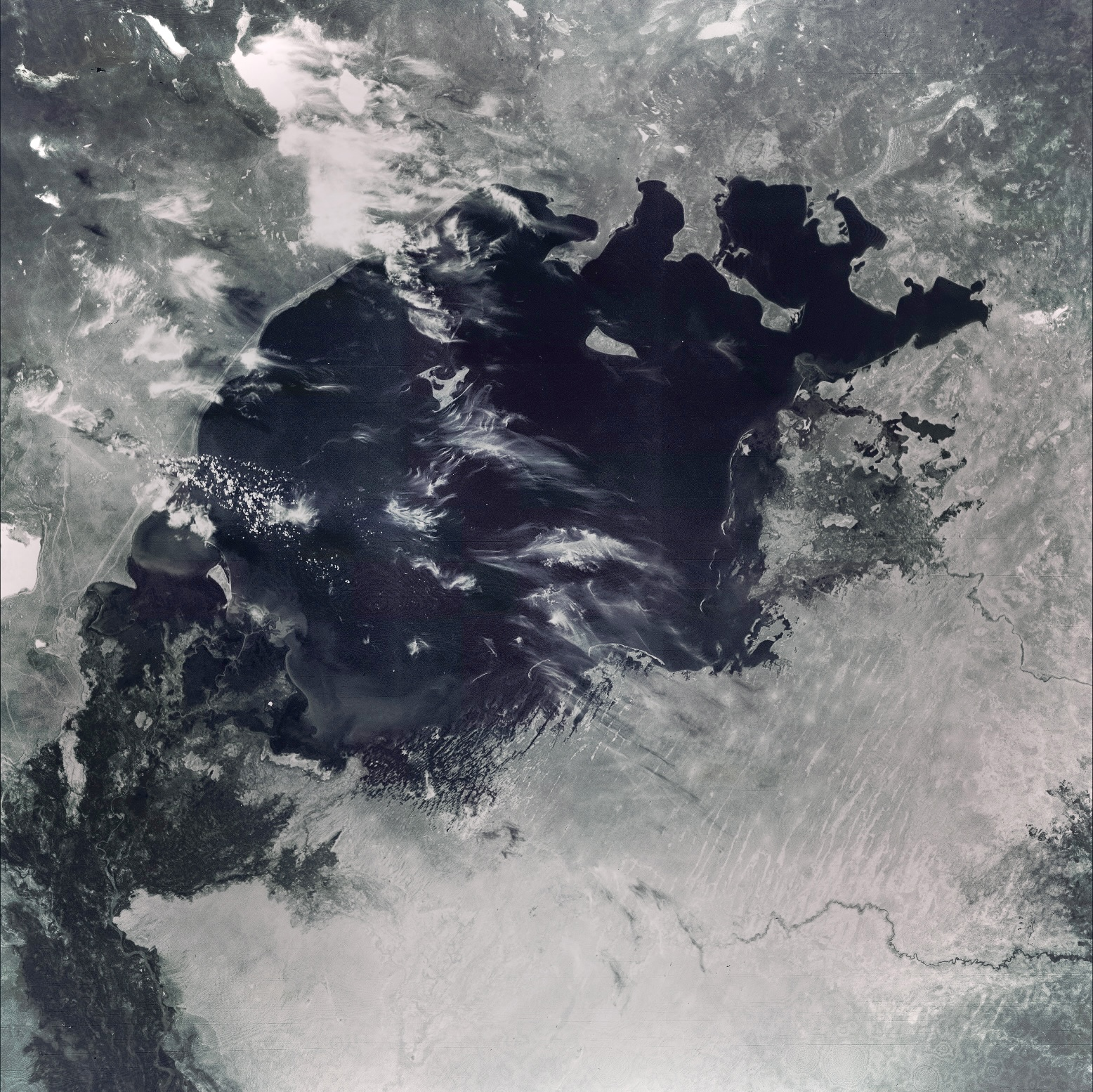
Agosto 1964
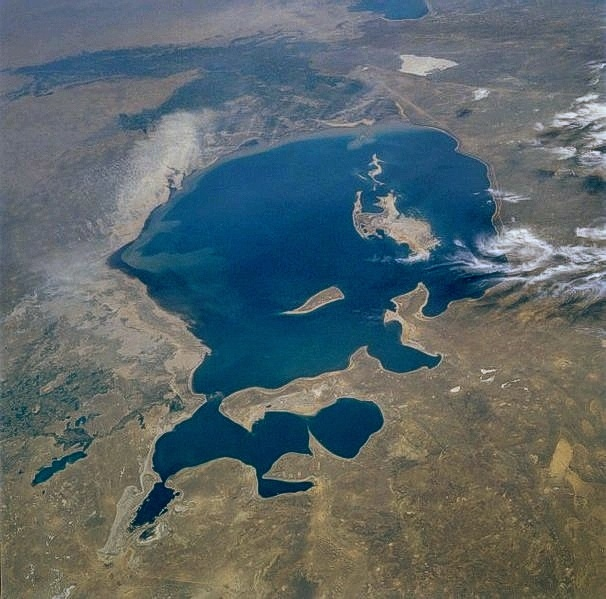
Agosto 1985
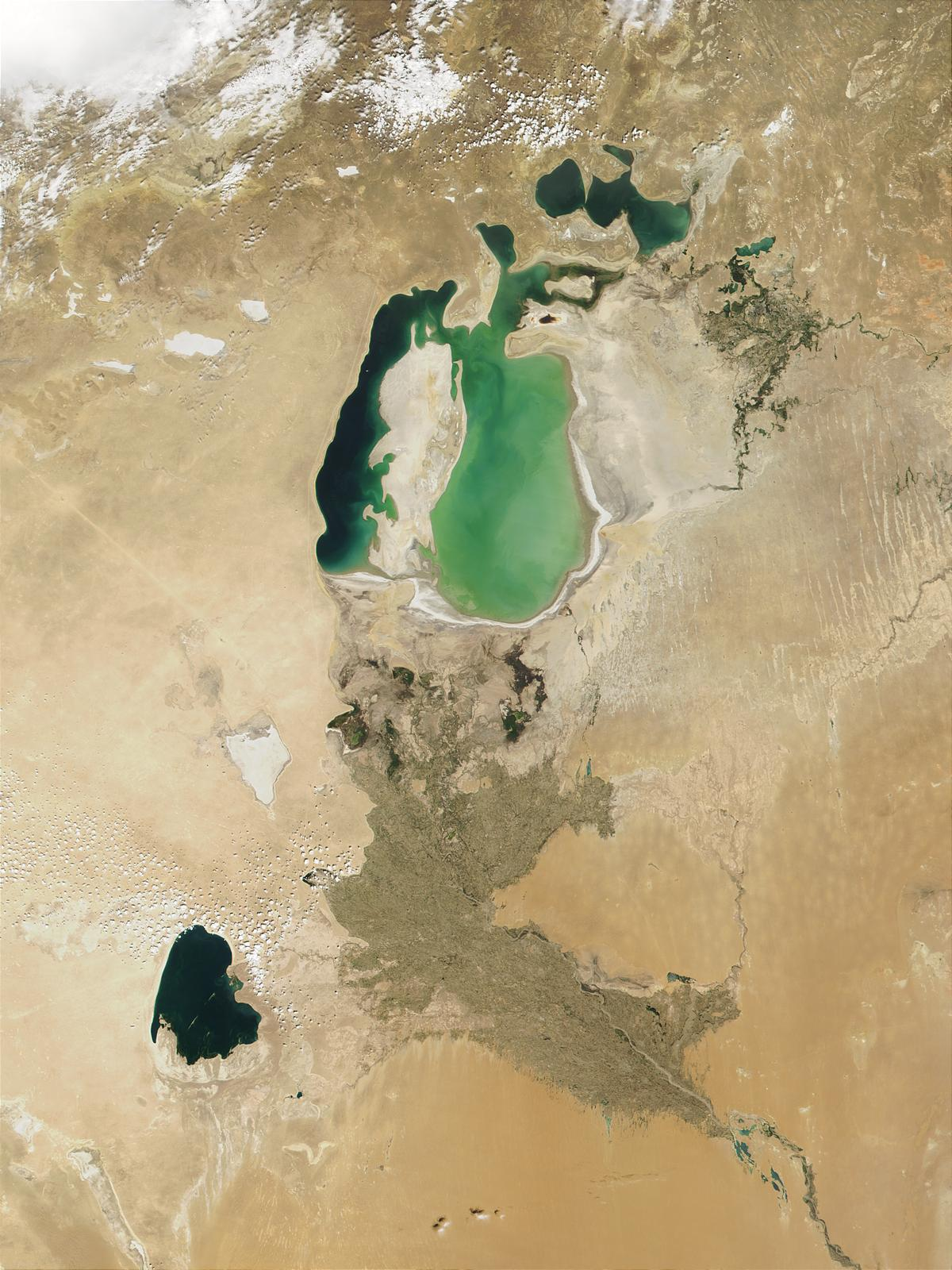
2001
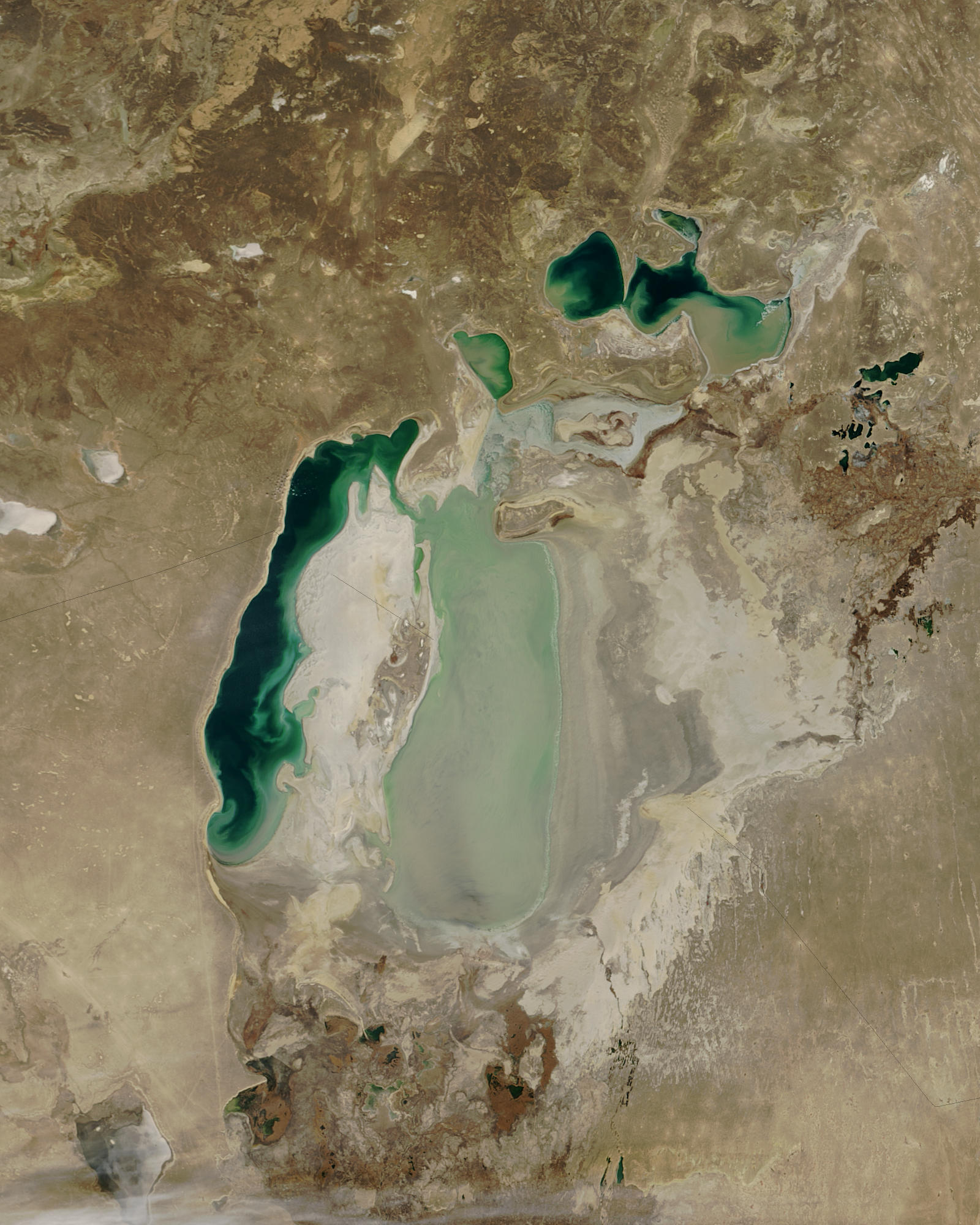
Novembre 2003
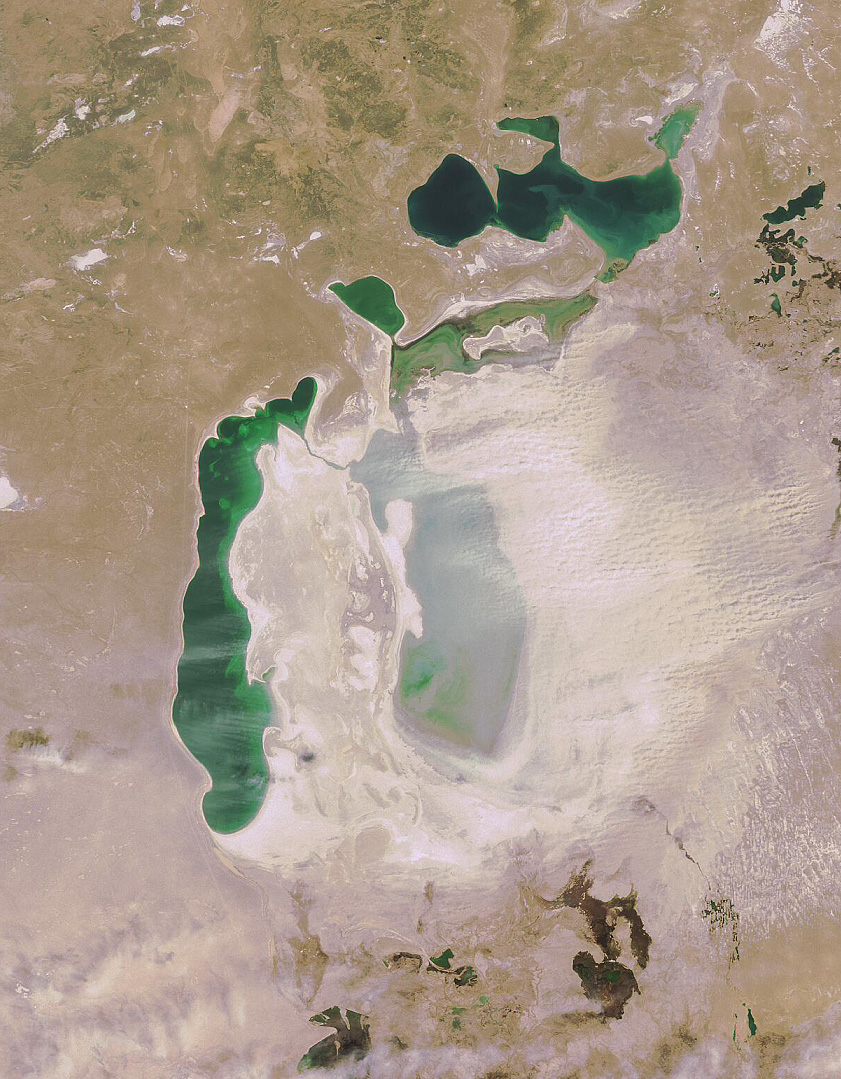
Aprile 2008
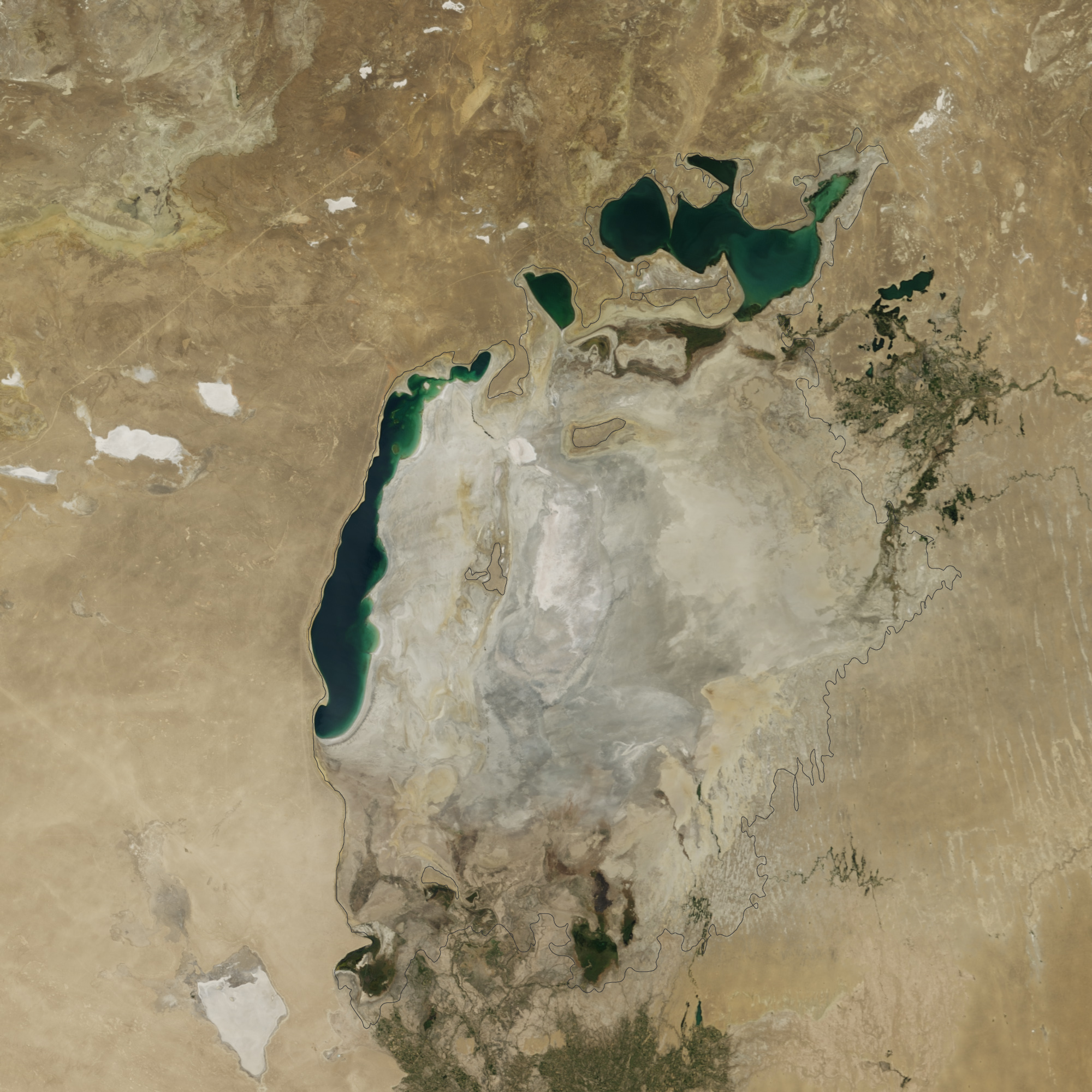
Settembre 2014
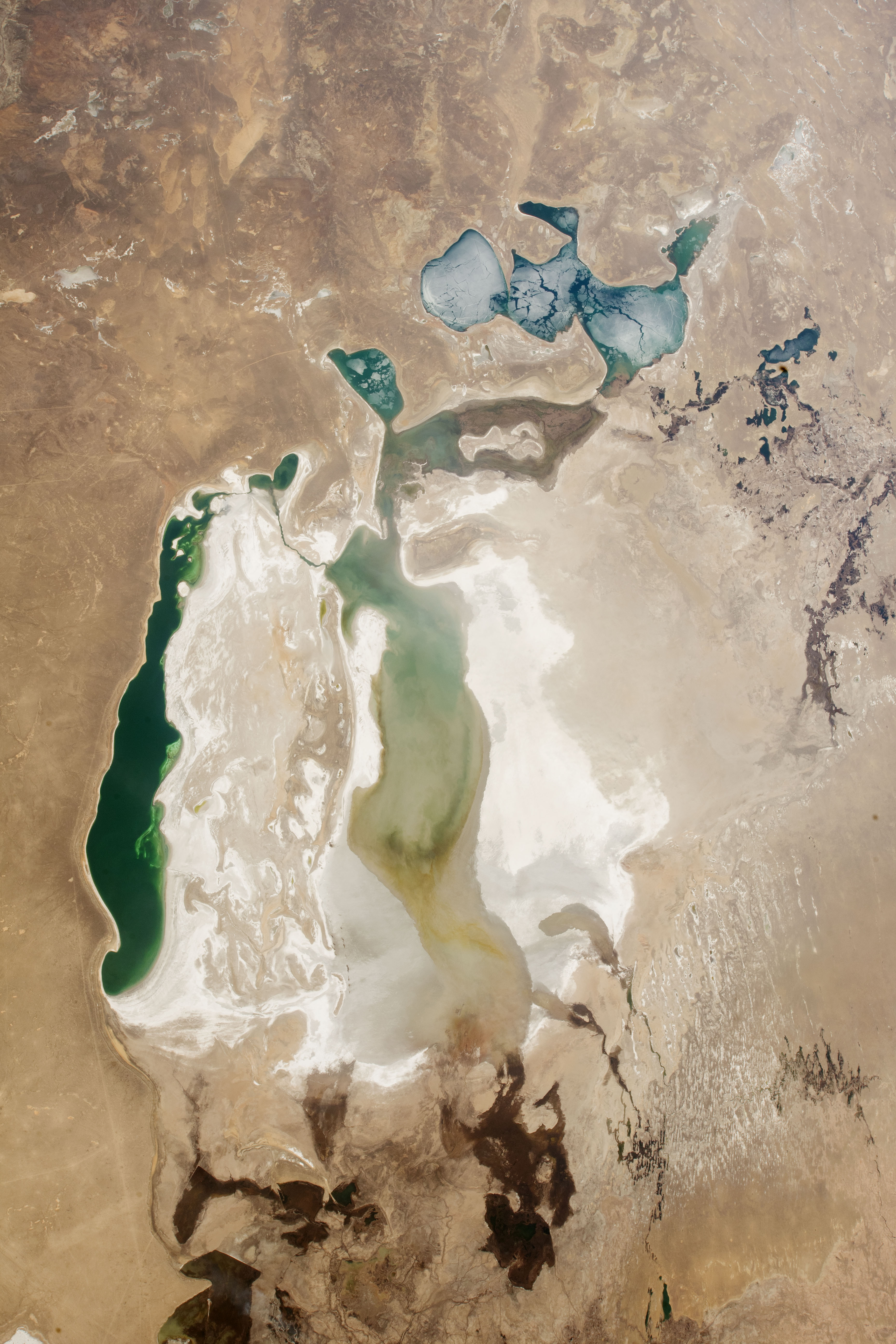
Aprile 2018
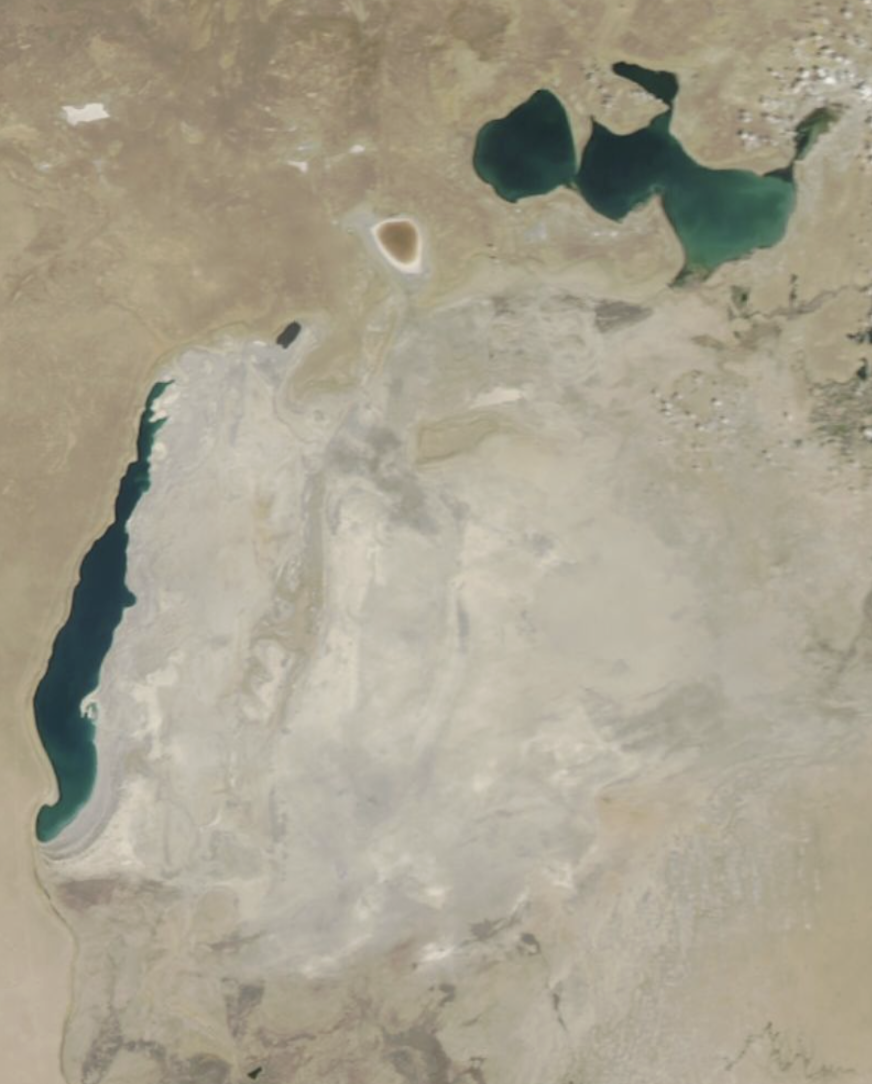
Agosto 2024

## Curiosità
Il tema del prosciugamento del Lago d'Aral e dello sfruttamento intensivo delle sue acque, con la modifica del corso dei due fiumi, Amu Darya e Syr Darya, viene descritto dallo scrittore brasiliano Paulo Coelho in uno dei suoi maggiori successi editoriali, Lo Zahir. In esso lo scrittore, tra l'altro, riporta anche come, anticamente, il Lago d'Aral fosse chiamato "Mare Azzurro", per la straordinaria intensità del colore delle sue acque (Milano, Bompiani, 2005, pp. 83–85).